# Schottische Partie
|   | a | b | c | d | e | f | g | h |   |
| 8 |   |   |   |   |   |   |   |   | 8 |
| 7 |   |   |   |   |   |   |   |   | 7 |
| 6 |   |   |   |   |   |   |   |   | 6 |
| 5 |   |   |   |   |   |   |   |   | 5 |
| 4 |   |   |   |   |   |   |   |   | 4 |
| 3 |   |   |   |   |   |   |   |   | 3 |
| 2 |   |   |   |   |   |   |   |   | 2 |
| 1 |   |   |   |   |   |   |   |   | 1 |
|   | a | b | c | d | e | f | g | h |   |

Die Grundstellung der Schottischen Partie nach 3. d2–d4
Bei der Schottischen Partie handelt es sich um eine Eröffnung des Schachspiels. Sie zählt zu den Offenen Spielen und entwickelt sich aus dem Königsspringerspiel (oder seltener mit Zugumstellung aus dem Mittelgambit).
Die Namensgebung der Schottischen Partie führt zurück in das Jahr 1824, als in einem Fernschachturnier eine Londoner Schachgruppe eine Partie gegen ein Team aus Edinburgh antreten musste. Die Londoner spielten die folgenden Züge:
1. e2–e4 e7–e5

2. Sg1–f3 Sb8–c6

3. d2–d4
Im weiteren Turnierverlauf eröffnete die Mannschaft aus Edinburgh mit denselben Zügen gegen die Londoner und gewann. Die Schotten gewannen schließlich auch das gesamte Turnier und die Geschichte wollte es, dass die Eröffnung den Namen des Landes erhielt, das diese erfolgreich im Spiel anzuwenden wusste.
Wegen der Verflachungstendenz in der Hauptvariante spielte Schottisch im 20. Jahrhundert keine große Rolle. Erst durch Schachweltmeister Kasparow in der Schachweltmeisterschaft 1990 wurde Schottisch zum ersten Mal seit 1892 wieder bei einem Weltmeisterschaftskampf angewendet. Das löste eine Schottisch-Renaissance aus. Kasparow benutzte die Mieses-Variante. 
Die Schottische Partie wird mit dem ECO-Code C45 gekennzeichnet.

## Varianten
Folgende Hauptvarianten sind bekannt (ausgehend von der Diagrammstellung), sie alle beginnen mit Schlagen des Bauern auf d4 (3. … e5xd4):
- Hauptvariante: 4. Sf3xd4 Sg8–f6 5. Sb1–c3 Lf8–b4 6. Sd4xc6 b7xc6 7. Lf1–d3 d7–d5 8. e4xd5 c6xd5

|   | a | b | c | d | e | f | g | h |   |
| 8 |   |   |   |   |   |   |   |   | 8 |
| 7 |   |   |   |   |   |   |   |   | 7 |
| 6 |   |   |   |   |   |   |   |   | 6 |
| 5 |   |   |   |   |   |   |   |   | 5 |
| 4 |   |   |   |   |   |   |   |   | 4 |
| 3 |   |   |   |   |   |   |   |   | 3 |
| 2 |   |   |   |   |   |   |   |   | 2 |
| 1 |   |   |   |   |   |   |   |   | 1 |
|   | a | b | c | d | e | f | g | h |   |

Die Stellung nach der Hauptvariante
- Mieses-Variante: 4. Sf3xd4 Sg8–f6 5. Sd4xc6 b7xc6 6. e4–e5 Nach Dd8–e7 7. Dd1–e2 Sf6–d5 8. c2–c4 Lc8–a6 9. b2–b3 will g7–g5 bei der Belagerung des weißen Bauern e5 die Deckung f2–f4 verhindern. 8. … Sd5–b6 hält für den Fall b2–b3 die Option a7–a5–a4 offen.
- Steinitz-Variante: 4. Sf3xd4 Dd8–h4 Zwar ist der Bauer e4 kaum zu halten. Schattenseite dieses Zuges ist hingegen, dass der Bc7 allein gelassen wurde. 5. Sb1–c3 Lf8–b4 6. Lf1–e2 Dh4xe4 7. Sd4–b5 Lb4xc3+ 8. b2xc3 zeigt einen typischen Verlauf dieser scharfen Partieanlage.
- 4. Sf3xd4 Lf8–c5 wurde im Rahmen der Schottisch-Renaissance wieder belebt. Nach 5. Sd4xc6 vermeidet der Zwischenzug Dd8–f6 den Doppelbauern auf c6 oder gibt nach 6. Dd1–f3 Df6xf3 7. g2xf3 b7xc6 beiden Seiten einen Doppelbauern. 5. Lc1–e3 Dd8–f6 6. Sd4–b5 ist der Blumenfeld-Angriff.
- Göring-Gambit (das Morra-Gambit hat mit dem Göring-Gambit das Ziel Sb1xc3 gemein): 4. c2–c3 mit der Ablehnung d7–d5 oder der Annahme d4xc3 5. Sb1xc3
- Schottisches Gambit: 4. Lf1–c4 Nach 4. … Lf8–b4+ 5. c2–c3 d4xc3 6. Sb1xc3 führt dies zum angenommenen Göring-Gambit. Das namenlose 4. … Lf8–c5 und 4. … Sg8–f6 (führt zum Max-Lange-Angriff) sind die mit am häufigsten gespielten Antworten. 4. … Lf8–c5 5. c2–c3 bezeichnet das Haxo-Gambit. Nimmt Schwarz das Gambit mit 5. … d4xc3 an, erhält Weiß nach 6. Lc4xf7+ Ke8xf7 7. Dd1–d5+ Kf7–e8 8. Dd5xc5 für den geopferten Bauern eine aktivere Stellung. Lehnt Schwarz das Gambit ab, führt 5. … Sg8–f6 zur Hauptvariante der Italienischen Partie.

Das Schottische Vierspringerspiel führt durch Zugumstellung nach 3. Sb1–c3 (anstatt 3. d2–d4) Sg8–f6 4. d2–d4 oft nach 4. … e5xd4 5. Sf3xd4 zur Hauptvariante.